# Kemmelberg
50°46′44″N 2°48′48″Ø / 50.778972°N 2.813211°Ø
Kemmelberg er en bakke i Flandern, Belgien. Den ligger mindre end en kilometer fra landsbyen Kemmel i Heuvelland kommune i provinsen Vestflandern.

## Historie
De tidligste bosættelser på Kemmelberg dateres 2.500 år tilbage, da keltiske stammer fra Hallstatt-kulturen befolkede området. Bakken har sit navn fra den keltiske krigsgud Camulos.
I første verdenskrig blev der udkæmpet nogle af krigens mest voldsomme kampe på stedet. På grund af Kemmelbergs strategiske betydning blev der kæmpet hårdt i slaget ved Lys. Den 25. april 1918 begyndte de tyske kejserlige styrker at angribe de franske tropper på Kemmelberg med gasgranater i håbet om at fremtvinge et gennembrud til Nordsøen. Klokken 6 om morgenen erobrede det tyske Alpenkorps Kemmelberg, hvilket førte til at de allierede tropper trak sig tilbage fra alle bakkerne i regionen. Tusindvis af franske soldater blev slagtet. Flere gader og kaserner i Tyskland blev opkaldt efter denne begivenhed (Kemmel-Privatweg i Magdeburg, Kemmelkaserne i Murnau). Friedrich Bertram Sixt von Armin og Prins Franz af Bayern var kommandanter, men Karl Höfer blev fejret som Kemmelbergs helt - Held vom Kemmelberge. Kemmelberg blev generobret i det femte slag ved Ypres i slutningen af september 1918 som en forløber til Våbenhvilen 11. november 1918.
På den vestlige fod af bakken er der en stor krigskirkegård, Kemmel number 1 French Cemetery som vedligeholdes af Commonwealth War Graves Commission, med mere end 5.000 døde franske soldater. På toppen af Kemmelberg er der et mindesmærke for krigen, monumentet aux soldats français, bygget i 1932 og indviet af den franske general og krigshero Lacappelle. Mindesøjlen er 17 meter høj og viser den romerske sejrgudinde Victoria. I lokalområdet kaldes monumentet "Englen".
Et NATO Air Defense Command Center var placeret i en underjordisk bunker på den sydlige side af bakken i 1950'erne. Det fungerer nu som et besøgscenter.

## Cykling
De stejle brostensbelagte veje over bakken er ofte benyttet i cykelløb, især i de flamske forårsklassikere. Stigningene har ofte en afgørende placering i Gent-Wevelgem, men de er også regelmæssigt inkluderet i Fire dage ved Dunkerque, Classic Brugge-De Panne, Tværs gennem Vestflandern og Tour de l'Eurométropole. I 1950 blev Kemmelberg inkluderet i ruten for VM i landevejscykling og vundet af det lokale belgiske cykelikon Briek Schotte.

## Billeder
- Monument for de franske soldater
- Kemmelberg efter kampene i 1918
- Lig på Kemmelberg
- Bakkens stejle stigning på den vestlige side
- Kemmelberg i dag, med Belvedere synlig nær toppen